# Élisabeth Filhol
Élisabeth Filhol, född den 1 maj 1965 i Mende i Lozère, är en fransk författare.
Filhol är företagsekonom och har arbetat inom industrin. Hon är bosatt i Angers. Hennes debutroman Reaktorn (originaltitel: La Centrale) utsågs av tidskriften Lire till en av 2010 års tjugo bästa böcker, belönades med Prix France Culture-Télérama och nominerades till Goncourtpriset för bästa debutroman. Romanen gavs 2011 ut på svenska av Sekwa förlag.

## Författarskap
I debutromanen Reaktorn skildras hur underhållet av kärnkraftsanläggningar i Frankrike sköts av bemanningsföretag. Huvudpersonen stressar mellan olika arbetsplatser och blir av en tillfällighet utsatt för en stråldos som utesluter fortsatt arbete.
Romanen mottogs välvilligt av kritikerna. Författaren belönades med France Culture-Télérama-priset och nominerades till Gouncourtpriset för bästa debutroman. Filmen Grand Central, i regi av Rebecca Zlotowski, är inspirerad av romanen.
2014 års Bois II handlar om hur industriarbetare vid ett företag iscensätter en strejk. Syftet med det hela är att avsätta företagets chef.
I Doggerland från 2019 har Margaret och Marc studerat geologi och varit ett par men sedan valt olika yrkesbanor. Margaret har fokuserat på studier av den sjunkna ön Doggerland, medan Marc har valt att arbeta med oljeutvinning via havsplattformar. Romanen inleds med skildringen av stormen Xaver som drabbade Nordeuropa i december 2013. Efter tjugo år möts paret igen, under en kongress i Esbjerg. Författaren ställer oljeindustrins kortsiktiga ekonomiska vinning mot den geologiska historien.